# Europa (Novalis)
Europa ist eine Rede von Novalis (Friedrich von Hardenberg), die 1799 entstand und 1802 erstmals in Auszügen im Druck erschien. Der erste vollständige Abdruck stammt aus dem Jahr 1826 (in der 4. Auflage der „Schriften“).
Novalis benannte seine Rede schlagwortartig mit dem Kurztitel „Europa“, in ihrer Druckfassung erschien sie allerdings unter dem Langtitel „Die Christenheit oder Europa. Ein Fragment“. Diese Bezeichnung stammt nicht von Novalis, sondern wurde von einer unbekannt gebliebenen Person kreiert. Der originale Titel „Europa“ wird in der Regel bevorzugt. Bemerkenswert am Langtitel ist der Zusatz „Ein Fragment“; als wäre das Werk nicht vollständig. Aber in Novalis’ Notizen und in den Briefen seiner Herausgeber Schlegel und Tieck ist nie von einem Fragment die Rede, sondern stets von einem vollendeten Aufsatz oder einer abgeschlossenen Rede.
Novalis verfasste „Europa“ zwischen Oktober und November des Jahres 1799. Sie stellt seinen Beitrag zur zeitgenössischen Diskussion über die Zukunft des europäischen Kontinents dar. Angetrieben wurde sein Beitrag durch den Umbruch, welcher im Zuge der Französischen Revolution gegen Ende des 18. Jahrhunderts Europa erfasst hatte. Die Rede war zunächst für eine Veröffentlichung im Athenäum bestimmt. Als Novalis jedoch die „Europa“-Rede bei einem Treffen im frühromantischen Freundeskreis, am 13./14. November 1799 in Jena, vortrug, erntete sie sehr zwiespältige Kommentare. Tieck zufolge wurde die Rede als zu schwach empfunden, die Blößen des Textes seien leicht zu entdecken. Schelling schrieb als Antwort auf Novalis’ „Europa“ ein satirisches Gegengedicht. Zunächst sollten beide Texte als Gegenüberstellung im Athenäum erscheinen. In Abwesenheit Novalis’ wurde Goethe zur Veröffentlichung befragt und riet gänzlich davon ab. Die Rezeption ist somit seit Beginn von Unverständnis und Missverständnissen geprägt.

## Struktur und Inhalt
Ausgangspunkt der Rede war die Situation Europas am Ende des 18. Jahrhunderts. Als Novalis den Text schrieb, war Papst Pius VI. in der Zitadelle von Valence gestorben. Eine Neuwahl wurde durch die Franzosen verboten, die katholische Christenheit war somit ohne Oberhaupt. Die Krise Europas wurde durch den drohenden Krieg gegen Frankreich verstärkt. Der Kontinent stand somit an einem Kairos. Dieser wird in Novalis’ Verständnis als eine Möglichkeit zum Eintritt in ein besseres Zeitalter gesehen. Seinen Vorstellungen zufolge kann aus der Asche Europas ein neues, besseres Europa entstehen. Das letztendliche Ziel ist eine Regeneration Europas und ewiger Frieden durch eine neue Religion. Jede Deutung der Rede hat ihren Gattungscharakter zu berücksichtigen.
Nach den aristotelischen Gattungen der Rhetorik handelt es sich bei „Europa“ um eine oratio deliberativa. Das Hauptziel dieser Redegattung ist es, dem Publikum von einer bestimmten Handlung abzuraten bzw. einer Handlung zuzuraten. Üblicherweise geht es dabei um eine Handlung, die den Lauf der Geschichte beeinflussen kann. In der Europarede fordert Novalis zur Herstellung des ewigen Friedens auf. Die Rede kann in das für Novalis typische Triadenschema gebracht werden: Auf eine glückliche „Urzeit“ folgt eine Zwischenphase des Zerfalls, die von dem „goldenen Zeitalter“, einer Wiederherstellung der „Urzeit“, aber auf höherem Niveau, abgelöst wird. Für Novalis steht Europa zum Zeitpunkt der Niederschrift der Rede an einem möglichen Übergangspunkt von einer Zwischenphase zum goldenen Zeitalter. Die glückliche „Urzeit“ ist in der Europarede die Phase des frühmittelalterlichen Christentums. Aus der Gattung des Textes folgt jedoch, dass alle Elemente, die dem Zweck der Rede nicht dienlich sind, weggelassen werden. Das Dargestellte muss jedoch plausibel sein. Daher ist die Mittelalterdarstellung in der „Europa“ stilisiert, aber in einer Form historischer Glaubwürdigkeit. Der Sprecher im Text fordert die Leser am Ende des Textes auf, den momentanen Schwellenpunkt zu nutzen, um die höhere Stufe zu erreichen. Die utopischen Hoffnungen werden also an das Idealbild einer vergangenen Epoche angeknüpft. Um diese Zukunftsutopie erreichen zu können, muss jedoch im Menschen der Sinn für die Erkenntnis der höheren Welt erweckt werden.
Zu Beginn der Rede erfolgt eine positive Darstellung der mittelalterlichen Welt. Wichtig in dieser Darstellung ist die konzentrierte Einheit Europas, die durch den christlichen Glauben bewirkt wurde. Elemente des Christlichen im Mittelalter waren für Novalis die Liebe zur Kirche, die Heiligenverehrung, der Reliquienkult, die Wallfahrten und sogar die päpstliche Zensur, die zur Wahrung der religiösen Einheit und der Gläubigkeit der Menschen legitimiert wird. Es wird hier ein goldenes Bild der Vergangenheit entworfen. Im weiteren Verlauf folgt jedoch der Zerfall dieses Zustands der Einheit. Die Geistlichen sind träge geworden und sind nicht mehr die Gelehrten in der Welt. Die Gelehrsamkeit liegt nun vielmehr bei den Laien. In diesen Entwicklungen werden „Glaube und Liebe“ durch „Wissen und Haben“ ersetzt. Somit treten rationale Erkenntnis und Drang nach materiellem Reichtum in den Vordergrund. 
Das Mittelalterbild, das Novalis entwickelt, steht im Gegensatz zum Mittelalterbild bestimmter rationalistischer und materialistischer Strömungen der Aufklärung. Diese hatten das Mittelalter als Zeitalter der Barbarei verurteilt. Der Beginn der Zwischenphase wird in der Reformation gesehen. Diese wird zunächst als legitime Revolution gegen die herrschenden Zustände in der Kirche begrüßt, jedoch gelingt es der Reformation nicht, einen besseren neuen Zustand herbeizuführen. Vielmehr wird das berechtigte Protestieren zur permanenten Haltung. Die verurteilten Folgen der Reformation sind die Zerstörung der Einheit der Kirche, was letzten Endes zur Herrschaft der Politik über die Kirche führt, und die philologische Bibelbetrachtung Luthers, die den lebendigen Geist der Kirche erstarren lässt. Außerdem entwickelt sich der Hass gegen den katholischen Glauben, nach Ansicht des Sprechers, über mehrere Stufen letztendlich zum Hass gegen Religion. 
Die Gegenreformation wird nach anfänglicher Befürwortung verurteilt und scheitert schließlich auch, nicht zuletzt am Mangel an Phantasie und Gefühl. Von der Reformation geht die Entwicklung in der Europarede zur Aufklärung. Die rationalistischen und materialistischen Aufklärungsbewegungen, nicht die gesamte Aufklärung, werden verurteilt als Abkehr von Phantasie und Gefühl. Diese Gelehrten hingen der falschen Überzeugung an, dass Fragen des Glaubens mit Wissen gelöst werden könnten. Dem Sprecher zufolge degradiert diese Sicht die Welt zu einem bloßen Mechanismus. Sie wird in Analogie zur Reformation gesehen und als weltlicher Protestantismus bezeichnet. Beide Bewegungen werden als Gegner des religiösen Sinns verstanden.  
Von hier geht die Entwicklung zur Französischen Revolution, die als zweite, umfassendere Reformation gedeutet wird. Die Revolution wird als Verschärfung der Krise betrachtet, bringt aber zugleich die Möglichkeit zum Eintritt in die neue Zeit. Man kann sie somit als Startpunkt der Entwicklung zum goldenen Zeitalter sehen. Die Revolution schafft dem Sprecher zufolge die notwendigen Voraussetzungen für eine Wiederbelebung des Christentums. Die Revolution drängt die Religion vollkommen in den privaten Bereich ab. Dadurch kann eine viel persönlichere und innigere Beschäftigung mit der Religion stattfinden; somit findet eine geistige Befruchtung im Menschen statt. Der Sprecher behauptet: „Wahrhafte Anarchie ist das Zeugungselement der Religion“. Dies ist zu verstehen als Forderung nach einem vollständigen Untergang zwecks Reinigung. Aus der Zerstörung kann dann die Religion als ordnende Kraft wieder hervortreten. Er beschreibt die Französische Revolution in prophetischem Stil, wendet sich dabei direkt an den Hörer und fordert dazu auf, nicht ständig in den Lauf der Geschichte eingreifen zu wollen, da sich der richtige Zustand von selbst einstelle, wenn man der Geschichte nur die Möglichkeit dazu gäbe.
Das Geschichtsverhältnis in der Europarede beruht auf der Vorstellung, Geschichte sei ein Wechsel von entgegengesetzten Bewegungen. Ein Wechsel von Suche nach Ideal und Realität, aber in der Art, dass die Nähe zum Ideal immer größer wird. Der Sprecher der Rede fordert daher die Hörer auf, bereit zu sein für die Wiedergeburt des goldenen Zeitalters. Notwendig ist die Religion, da die weltlichen Mächte nicht in der Lage sind, sich gegenseitig in ein Gleichgewicht zu setzen. Aus diesem Grund ist ein drittes, überirdisches aber zugleich weltliches Element notwendig – die Religion. Er sieht in seiner Gegenwart bereits Zeichen der Wende. Beispielsweise in der Entwicklung der Wissenschaften gegen Ende des 18. Jahrhunderts. Am Ende der Rede drückt der Sprecher seinen Wunsch nach Universalismus aus. Er fordert eine Kirche, die keine Rücksicht auf die Landesgrenzen nimmt und somit eine engere Verbindung der europäischen Staaten hervorbringt. Die neue, dauerhafte und von konfessionellen Schranken befreite Kirche, eine Verbindung von Christentum und Naturphilosophie, soll an die Stelle des Papsttums und des Protestantismus treten. Hiermit ist jedoch nicht so sehr ein institutionelles Gebilde gemeint, sondern eine Friedensgemeinschaft. Diese europäische Friedensgemeinschaft wäre der erste Schritt zu einer Weltgemeinschaft. Novalis fordert „ächte Freiheit“, das heißt einen freieren und poetischeren Umgang mit den biblischen Schriften. Somit soll das Christentum ausgeweitet werden. Mit der Auflösung der Abgrenzung von den übrigen Religionen nähert sich das von Novalis erdachte neue Christentum immer weiter einer allgemeinen Weltreligion an. Diese visionäre Zukunftsreligion sollte im Alltag erfahrbar sein und soziale Gemeinschaft schaffen, aber dennoch nicht die Freiheit einschränken. In der alten goldenen Zeit herrschten Ehrfurcht und Gehorsam im religiösen Bereich vor; in der neuen goldenen Zeit soll dagegen die Freiheit in der Religion vorherrschen. Das Ende dieser angestrebten Entwicklung ist jedoch noch nicht gekommen, aber der Sprecher in der Rede vertröstet den Hörer und betont, dass diese Zeit sicher kommen wird. Nur ein wenig Geduld ist notwendig.

## Deutung
Novalis sieht die goldene Zeit als eine sakrale Zeit, in der alles zwischen dem Menschen und dem Unendlichen, dem Göttlichen, ein Mittler sein kann. Hier sind klar die Vorstellungen einer frühromantischen Mittlerreligion sichtbar. Wichtig ist für Novalis die Einsicht des Hörers, dass religiöse Ideen wichtig sind, einmal als Vermittlung zwischen weltlichen und politischen Kräften, aber auch für die Verbindung dieser Ebenen mit dem Unendlichen, dem großen Ganzen der Natur. Die Rede fordert somit jeden Menschen, insbesondere aber auch die intellektuelle Avantgarde dazu auf, die Einheit von Religion, Wissenschaft und Kunst zu fördern. 
Die Rede wurde im Verlauf der Geschichte sehr unterschiedlich rezipiert. Oft wurde der Text als Befürwortung der Restauration gelesen. Dabei wird vernachlässigt, dass der Text keine laudatio temporis acti ist, sondern ein Zukunftspathos entwickelt. Jede Zeitepoche hat die Europarede für sich unterschiedlich ausgelegt. So wurde sie zum Beispiel im Nationalsozialismus als Vision der Machtergreifung von 1933 gesehen.

## Ausgaben
- Die Christenheit oder Europa. Ein Fragment. In: Ludwig Tieck, Friedrich Schlegel (Hrsg.): Novalis. Schriften. Bd. 1. Reimer, Berlin 1826, S. 187–208 (Digitalisat und Volltext im Deutschen Textarchiv).

Für eine Übersicht über die verschiedenen Ausgaben siehe den Eintrag Novalis und die Internationale Novalis-Bibliographie (URL siehe Weblinks).

## Sekundärliteratur
- Die Christenheit oder Europa. In: Walter Jens (Hrsg.): Kindlers neues Literatur Lexikon. Kindler, München 1988–1992.
- Hermann Kurzke: Novalis. München: C.H. Beck 1988.
- Lothar Pikulik: Frühromantik. Epoche – Werke – Wirkung, Beck, München 1992.
- Herbert Uerlings: Friedrich von Hardenberg, genannt Novalis. Werk und Forschung. Metzler, Stuttgart 1991.
- Herbert Uerlings: Novalis. Reclam, Stuttgart 1998.